# Steve Coppell
Pour les articles homonymes, voir Coppell.
Stephen James Coppell, né le 9 juillet 1955 à Liverpool, est un footballeur anglais, reconverti entraîneur.

## Biographie
Milieu de terrain offensif ou attaquant-ailier, Steve Coppell ne connaît quasiment qu'un seul club, Manchester United, avec lequel il remporte la Coupe d'Angleterre en 1977.
Il dispute 42 matches et marque 7 buts pour l'équipe d'Angleterre avec laquelle il joue notamment la Coupe du monde 1982 en Espagne.
Il est contraint d'arrêter sa carrière en 1983, à seulement 28 ans, en raison d'une blessure au genou.
En tant que manager, il entraîne Crystal Palace par intermittence pendant 13 ans entre 1984 et 2000. Il est élu en 2006 manager de l'année en Premier League avec le club de Reading.
L'un de ses assistants fétiches est l'ancien membre du Crazy Gang de Wimbledon, Wally Downes. Il travailla avec lui à Crystal Palace, Brentford, Reading et à Jamshedpur.

## Joueur

### Clubs
- 1973-1975 : Tranmere Rovers  Angleterre
- 1975-1983 : Manchester United  Angleterre

### Palmarès
- Champion d'Angleterre de D2 en 1975 avec Manchester United
- Vainqueur de la Coupe d'Angleterre en 1977 avec Manchester United

## Entraîneur

### Clubs
- 1984-1993 : Crystal Palace  Angleterre
- 1995-1996 : Crystal Palace  Angleterre
- 1996 : Manchester City  Angleterre
- 1997-2000 : Crystal Palace  Angleterre
- 2000-2002 : Brentford  Angleterre
- 2003 : Brighton & Hove Albion  Angleterre
- 2003-2009 : Reading FC  Angleterre[1]
- 2010-août 2010 : Bristol City  Angleterre

### Palmarès
- Champion d'Angleterre de D2 en 2006 avec Reading